# Gauti Þormóðsson
Gauti Þormóðsson (* 14. März 1987) ist ein ehemaliger isländischer Eishockeyspieler und heutiger Trainer. Seit 2014 ist er als Cheftrainer beim UMFK Esja in der isländischen Eishockeyliga tätig.

## Karriere
Gauti Þormóðsson begann seine Karriere als Eishockeyspieler bei Skautafélag Reykjavíkur, für den er bereits als Jugendlicher in der isländischen Eishockeyliga debütierte. 2006, 2007 und 2009 wurde er mit seiner Mannschaft isländischer Landesmeister. 2010 war er Topscorer und bester Vorbereiter der isländischen Liga. 2014 wechselte er zum UMFK Esja, der gerade neu in die isländische Liga aufgenommen worden war, wo er bereits neben seiner Spielerkarriere auch als Trainer tätig war. Nach dem Ende seiner aktiven Laufbahn ist er dort auch weiterhin Cheftrainer.

### International
Gauti Þormóðsson spielte bereits als Jugendlicher für Island. Er nahm zunächst an den U18-Weltmeisterschaften 2003 in der Division III und 2004 und 2005 in der Division II teil. Mit der U20-Auswahl der Isländer nahm er an den Weltmeisterschaften 2004 und 2007 in der Division II sowie 2005 und 2006 in der Division III teil.
Parallel zu den Einsätzen in den Juniorenteams spielte Gauti Þormóðsson bereits in der Herren-Nationalmannschaft. Sein Debüt gab er als 17-Jähriger bei der Weltmeisterschaft 2004 in der Division III, als ihm mit den Isländern in die Division II aufstieg. Auch 2006 spielte er nach zwischenzeitlichem Abstieg wieder in der Division III und erreichte den sofortigen Wiederaufstieg. 2005, 2007, 2009 und 2011 vertrat er die Nordmänner in der Division II.
Bei der U20-Weltmeisterschaft 2016 war er Assistenztrainer des isländischen Nachwuchses, der in der Division III spielte.

## Erfolge
- 2003 Aufstieg in die Division II bei der U18-Weltmeisterschaft der Division III, Gruppe B
- 2004 Aufstieg in die Division II bei der Weltmeisterschaft der Division III
- 2006 Isländischer Meister mit Skautafélag Reykjavíkur
- 2006 Aufstieg in die Division II bei der Weltmeisterschaft der Division III
- 2006 Aufstieg in die Division II bei der U20-Weltmeisterschaft der Division III
- 2007 Isländischer Meister mit Skautafélag Reykjavíkur
- 2009 Isländischer Meister mit Skautafélag Reykjavíkur
- 2010 Topscorer und bester Vorbereiter der isländischen Eishockeyliga